# Michele Orecchia

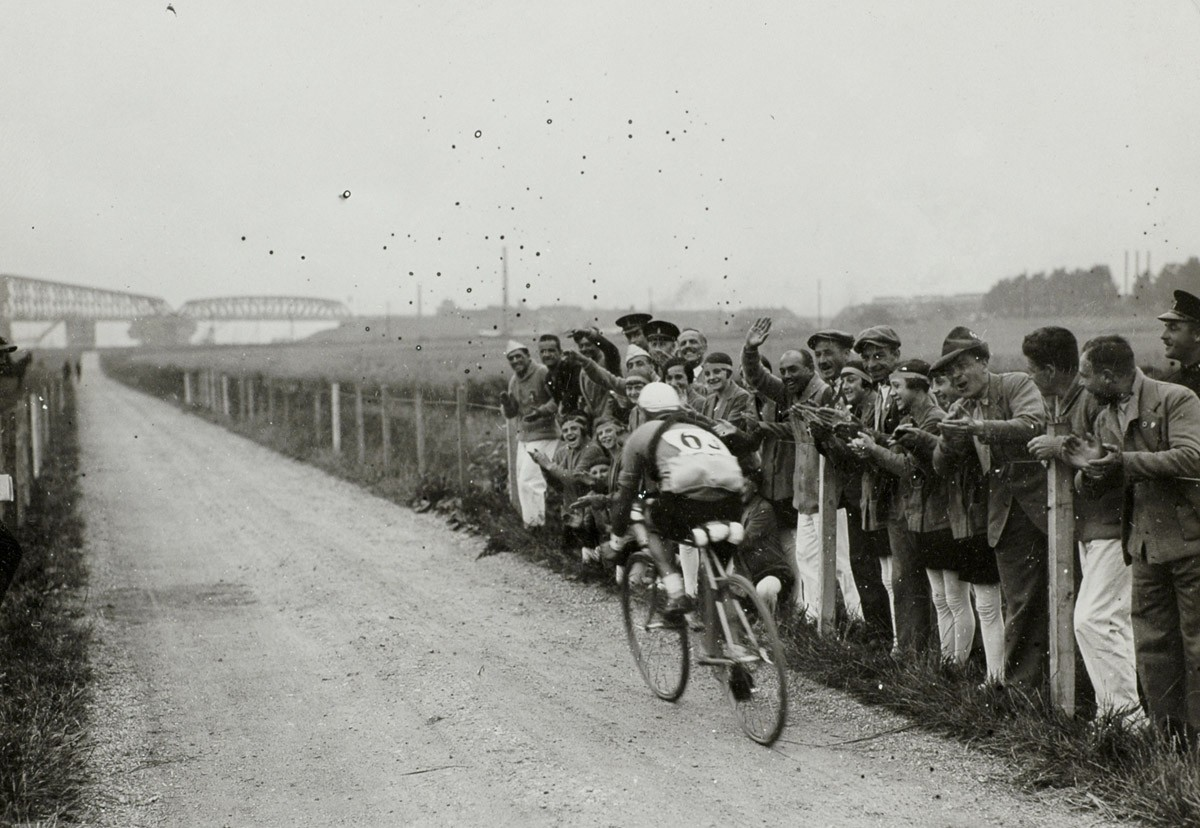
Michele Orecchia als Jocs Olímpics de 1928.

Michele Orecchia (Marsella, França, 26 de desembre de 1903 – Moncalieri, 12 de novembre de 1981) va ser un ciclista italià que fou professional entre 1927 i 1934. En el seu palmarès destaca una etapa al Tour de França de 1932.
Com a amateur va prendre part en els Jocs Olímpics de 1928, on destaca una quarta posició en la contrarellotge per equips.

## Palmarès
- 1927
  - 1r del Giro de Sestriere
- 1928
  - Vencedor d'una etapa al Giro de la Província de Reggio de Calàbria
- 1932
  - Vencedor d'una etapa al Tour de França

### Resultats al Tour de França
- 1929. Abandona (10a etapa)
- 1931. 25è de la classificació general
- 1932. 14è de la classificació general. Vencedor d'una etapa

### Resultats al Giro d'Italia
- 1929. 9è de la classificació general